# Limba punjabă
Punjaba este o limbă indo-europeană vorbită în India și Pakistan.
Cei mai mulți vorbitori de punjabă sunt  în Pakistan, unde reprezintă majoritatea populației, dar punjaba nu are aici statut de limbă oficială. În statul indian Punjab, punjaba este considerată limbă oficială, alături de hindusă.
Cei mai mulți adepți ai religiei sikh sunt vorbitori de punjabă, în această limbă fiind scrise multe din textele sfinte ale acestei religii.